# محمد ثامر
محمد ثامر (انگلیسی: Mohammed Thamer؛ زادهٔ ۱ ژوئیهٔ ۱۹۳۸) بازیکن فوتبال اهل عراق بود.
وی همچنین در تیم ملی فوتبال عراق بازی کرده‌است.